# Ікономія
Ікономія — принцип поблажливого відношення до особистостей і опущення деяких канонів задля її користі, спасіння.
У церковнослов'янській мові також вживається форма домостроительство як слов'янська калька грецького терміна οἰκονομία (тобто «устрій дому»).
З міркувань ікономії для московського патріарха була надана можливість рукопокладати Митрополита Київського з дозволу Вселенського Патріарха.

## Приклади церковної ікономії
Святий Кирило Єрусалимський був висвячений від аріанського єпископа (єресь Арія), потім він прийшов до православ'я і був прийнятий як архієрей, а також і ті, кого він висвятив, без повторних хіротоній.
Святий Анатолій Константинопольський був висвячений начальником монофізтської єресі Діоскором, який убив святого Флавіана Константинопольського, але Анатолія не запитували, чому він був висвячений єретиком і вбивцею.
Всі висвячені єпископи і священики від єретика патріарха Олександрійського Петра ІІІ Монга після того, як вони залишили єресь євтихіанців і прийняли Халкидонський Собор, були прийняті Церквою в своїх відповідних ступенях без перерукоположенія (див. Акакіанська схизма).
У житії святого Сави згадується, що коли Єрусалимський патріарх Ілія помер, северіани (єретики) поставили Іоанна ІІІ, одного з їх числа, на трон патріарха, який після напоумлення від святих Сави і Феодосія звернувся в православну віру. І все ж той факт, що він отримав свячення від єретиків, не був поставлений йому в докір.
І багато подібних історичних прикладів існує у праці митрополита Хійського Григорія «про возз'єднання Вірмен зі східною Православною Церквою» в 1871 році.
Щось подібне сталося з Болгарською Церквою, яка перебувала в розколі близько 70 років. У 1945 році вона була відновлена і, звичайно, всі ієрархи і священики були прийняті без повторної хіротонії, незважаючи на те, що до цього були розкольниками.